# Ледени једрењак
Ледени једрењак је епизода серијала Мали ренџер (Кит Телер) објављена у Лунов магнус стрипу бр. 283. Епизода је изашла 1977. године, имала 96 страна, и коштала 10 динара. Издавач је био Дневник из Новог Сада. Ова епизода је 2. део епизоде објављење у ЛМС-282 под насловом Загонетна лула.

### Насловна страна
За насловну стану узета је репродукција оригиналне насловне стрране за епизоду бр. 63. Il tesoro (Поверљиво писмо).

## Оригинална епизода
Оригинална епизода под називом La roccia nel deserto (Камен у пустињи) изашла је у Италији у издању Sergio Bonnelli Editore у јулу 1974. године под редним бројем 128. Коштала је 300 лира. Епизоду је нацртала Лина Буфоленте.

## Кратак садржај
Спашавајући Ани Четири пиштоља од индијанаца, Кит, Френки и Ани се враћају у једно село испод Стеновитих планина да прегледају луле и установе где се налази благо које је сакрио Мастар Клег. После дужег неуспешног размишљања, Киту сине да решење није у лулама, већ да луле представљају поруку о месту где се налазу благо. Закљујучују да се ради о стени Три Камина у пустињи Снејк. Када стигну до стене која има три дугачка стуба, на врху једног од њих наилазе на пустињака који живи са кондорима.